# Claire Ouedraogo

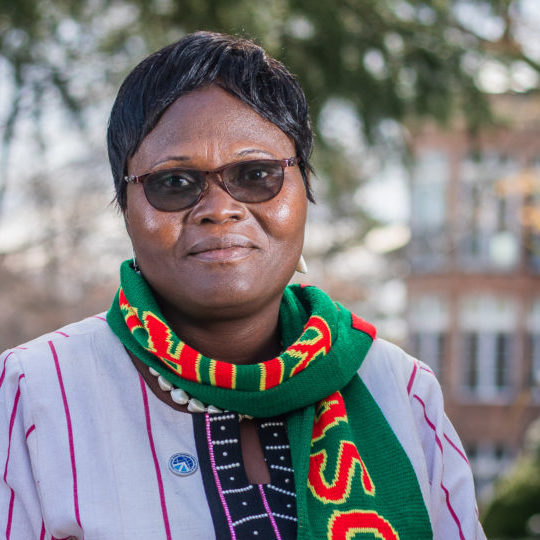
Claire Ouedraogo, 2020

Claire Ouedraogo ist eine burkinische Frauenrechtlerin. Sie wurde 2020 mit dem „International Women of Courage Award“ (IWOC) des Außenministeriums der Vereinigten Staaten ausgezeichnet.
Ouedraogo gründete die „Songmanegre-Vereinigung für Frauenentwicklung“ (Association féminine songmanegre pour le développement) und wurde Präsidentin dieser Organisation, die sich für die Beseitigung der weiblichen Genitalverstümmelung und -beschneidung (FGM/C) einsetzt. Des Weiteren fördert sie Frauen durch Berufsausbildung sowie Mikrokredite in der ländlichen und unterversorgten Region Centre-Nord des Landes und klärt über Familienplanung auf. Ouedraogo gehört auch als leitende Beraterin dem Nationalen Rates zur Bekämpfung der weiblichen Genitalverstümmelung an und ist aktives Mitglied der burkinischen Bewegung für Menschenrechte sowie die Rechte des Volkes. Der Premierminister ernannte sie 2016 zur Friedensbotschafterin. Trotz der erhöhten Bedrohung durch Terroranschläge und Gewalttaten gegen Zivilisten setzte sie in der Provinz Bam ihre Arbeit für schutzbedürftige Frauen fort.
Claire Ouedraogo wurde als erste Frau aus Burkina Faso mit dem „International Women of Courage Award“ ausgezeichnet. Der Preis wurde am 4. März 2020 von Außenminister Mike Pompeo und Melania Trump verliehen. Unter den zwölf Ausgezeichneten des Jahres war mit Rita Nyampinga aus Simbabwe eine weitere Frau aus Afrika. Bis 2020 wurden in 14 Jahren 146 Frauen aus 77 Ländern ausgezeichnet.